# Colin de Gambel
Callipepla gambelii
 (novembre 2009).
Espèce
Statut de conservation UICN

 LC  : Préoccupation mineure
Le Colin de Gambel ou Colin à ventre noir (Callipepla gambelii) est une espèce d'oiseau galliforme appartenant à la famille des Odontophoridae. Il est nommé en l'honneur de William Gambel, un naturaliste et explorateur du sud-ouest des États-Unis au XIXe siècle.

## Description
Il mesure en moyenne 30 cm et a une envergure de 35 à 40 cm. Il est facilement reconnaissable par la huppe qu'il porte au sommet de la tête et les dessins en écaille de son plumage sur la face inférieure. Sinon, il a un plumage gris sur une grande partie du corps et les mâles ont des plumes cuivre sur le dessus de la tête, la face noire et une ligne blanche au-dessus des yeux. C'est un oiseau relativement trapu, aux ailes arrondies et aux longues jambes déplumées. On peut facilement le confondre avec le Colin de Californie en raison de la similitude de leur plumage. Ils sont cependant généralement assez facilement distinguables mais, si besoin, il faut savoir que le Colin de Californie a un aspect plus squameux de son plumage et la tache noire sur la partie inférieure de la poitrine du Colin de Gambel mâle est absente chez le Colin de Californie. Les deux espèces sont des taxons-frères qui ont divergé au cours de la fin du Pliocène ou au début du Pléistocène, il y a 1 à 2 Ma (Zink & Blackwell, 1998).

## Alimentation
Son régime alimentaire se compose principalement d'herbe et de graines. Les poussins sont plus insectivores que les adultes, mais peu à peu consomment de plus en plus de végétaux lorsqu'ils grandissent.

## Comportement
C'est une espèce sédentaire rarement vue en vol. Il se déplace surtout en marchant et peut se déplacer étonnamment vite à travers les buissons et les broussailles. Son vol est généralement court et bruyant, avec de nombreux  battements d'ailes rapides suivis par un lent glissement vers le sol.
À la fin de l'été, à l'automne et l'hiver, les adultes et les jeunes se rassemblent en grandes bandes. Au printemps, les couples se forment et ils deviennent très agressifs envers les autres couples.

## Reproduction
Il est monogame et se reproduit rarement avec plusieurs partenaires. La femelle pond généralement 10 à 15 œufs dans un simple trou dissimulé dans la végétation, souvent à la base d'un rocher ou d'un arbre. L'incubation dure 21 à 24 jours, habituellement effectuée par la femelle, rarement par le mâle. Les poussins sont précoces, quittant le nid et leurs parents dans les heures suivant l'éclosion.

## Répartition
Il habite les régions désertiques aux États-Unis de l'Arizona, Californie, Colorado, Nouveau-Mexique, Nevada, Utah, Texas et au Mexique, l'État de Sonora et la région proche de la frontière du Nouveau-Mexique dans l'État de Chihuahua et  la région du fleuve Colorado en Basse-Californie.

## Chasse
Il y a une chasse annuelle pour cet oiseau dans certains endroits. La saison de chasse dure habituellement d'octobre à février.

## Liste des sous-espèces
Selon la classification de référence du Congrès ornithologique international (version 15.1, 2025) :
- Callipepla gambelii gambelii (Gambel, 1843) — du sud du Nevada à l'Arizona et nord-ouest du Mexique ;
- Callipepla gambelii ignoscens (Friedmann, 1943) — sud du Nouveau-Mexique et ouest du Texas ;
- Callipepla gambelii fulvipectus Nelson, 1899 — du centre-nord de l'État de Sonora au nord-ouest de l'État de Sinaloa ;
- Callipepla gambelii stephensi (Phillips, AR, 1959) — sud de l'État de Sonora.

## Galerie

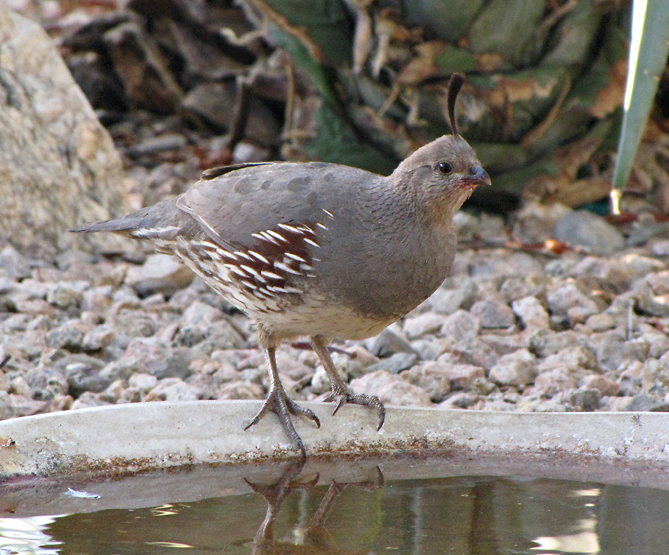
femelle
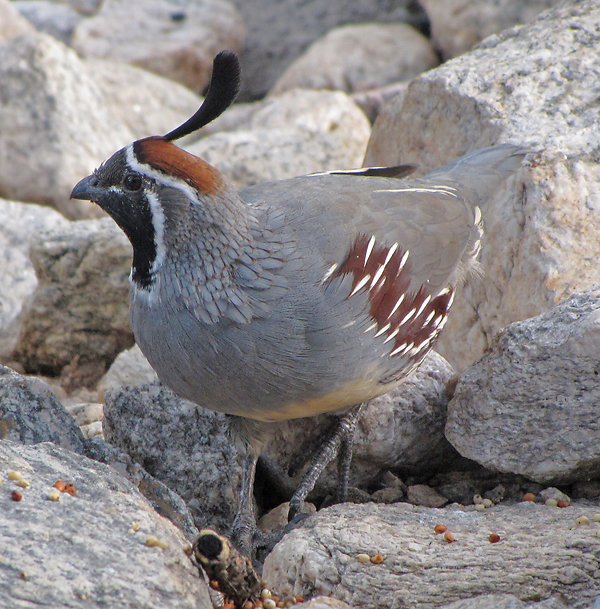
mâle